# Gildas Le Menn
Pour les articles homonymes, voir Le Menn.
Gildas Le Menn, né le 4 décembre 1953, à Quimper, est un coureur cycliste français. 

## Biographie
Gildas Le Menn est originaire de Quimper, une commune située dans le Finistère. Son père Camille est lui-même un ancien coureur cycliste. 
En 1979 et 1980, il court au niveau professionnel avec l'équipe La Redoute-Motobécane. Il redescend ensuite chez les amateurs. Son palmarès compte une centaine de victoires.
Après sa carrière cycliste, il devient agriculteur près du Ménez Quelc'h, à Châteaulin. 

## Palmarès
- 1977
  - 3e de Redon-Redon
- 1978
  - 4e étape de l'Essor breton (contre-la-montre)
  - Mi-août bretonne
  - 2e de l'Essor breton
- 1981
  - Ronde finistérienne
- 1984
  - Ronde finistérienne